# Powiat Makó
Powiat Makó (węg. Makói járás) – jeden z siedmiu powiatów komitatu Csongrád na Węgrzech. Siedzibą władz jest miasto Makó.

## Miejscowości powiatu Makó
- Ambrózfalva
- Apátfalva
- Csanádalberti
- Csanádpalota
- Ferencszállás
- Földeák
- Királyhegyes
- Kiszombor
- Klárafalva
- Kövegy
- Magyarcsanád
- Makó
- Maroslele
- Nagyér
- Nagylak
- Óföldeák
- Pitvaros